# Malwa

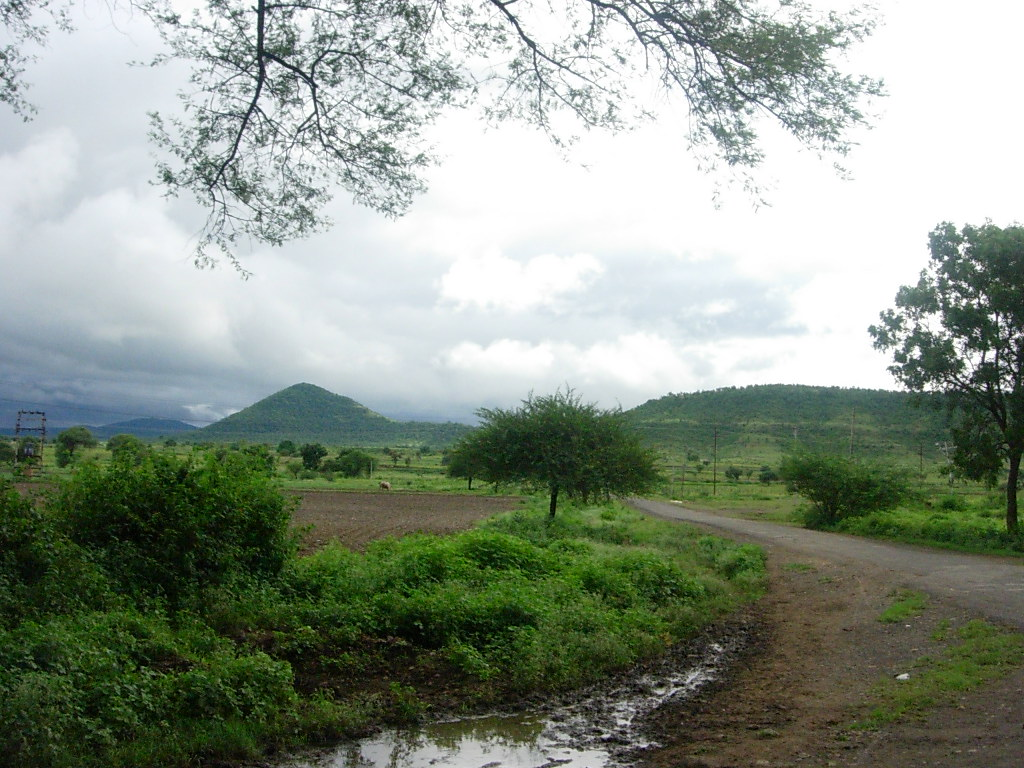
Landschap in de omgeving van Mhow in moessontijd

Malwa (Malvi:माळवा, IAST: Māļavā) is een streek in het noordwestelijk gedeelte van Centraal-India. Het ligt op een vulkanisch plateau in het westelijke gedeelte van de deelstaat Madhya Pradesh. De regio was een onafhankelijke politieke entiteit vanaf de tijd van de Arische stam van de Malliërs tot 1947, toen de Britse Malwa Agency werd opgenomen in de deelstaat Madhya Pradesh (ook wel bekend als Malwa-unie). Een klein deel van de Malwaregio ligt sinds 1947 in de deelstaat Rajasthan. Hoewel de politieke grenzen door de geschiedenis heen zijn verschoven, heeft de regio haar eigen cultuur en taal behouden.

## Geografie
Het grootste deel van de regio bestaat uit het Malwaplateau. De gemiddelde hoogte is ongeveer 500 meter en in het algemeen is het noorden hoger dan het zuiden. Het grootste deel van het gebied wordt door de Chambal en haar zijrivieren afgewaterd; het westelijke gedeelte wordt afgewaterd door de Mahi. In oude tijden was Ujjain het politieke, economische en culturele hart van de regio. In de tiende en elfde eeuw was Dhar het politiek centrum. Tot 1947 was Indore de zetel van de maharadja. Dit is tegenwoordig de grootste stad en het commerciële centrum. De meeste bewoners zijn nog steeds landbouwers. In het verleden was de regio een van de belangrijkste producenten van opium in de wereld. Tegenwoordig zijn katoen en sojabonen de belangrijkste commercieel verbouwde gewassen. De belangrijke industrie is de textielindustrie.

## Geschiedenis
De kopertijd en landbouw in Malwa begonnen met de Kayathacultuur, gevolgd door de Ahar-Banascultuur om uit te waaieren met de Malwacultuur en de Jorwecultuur.
Het eerste belangrijke koninkrijk in de regio was Avanti, een belangrijke macht in westelijk Indië. Omstreeks 500 voor Christus werd Avanti geannexeerd door het Mauryarijk. De vijfde-eeuwse Guptaperiode was een gouden periode in de geschiedenis van Malwa. In de Gupta-tijd leefden de dichter en dramaturg Kālidāsa, de schrijver Bhartrihari, de wiskundigen en astronomen Varahamihira en Brahmagupta.
In de 7e eeuw werd het gebied betwist door keizer Harsha en de Chalukya's. Deze machten waren in de 9e eeuw verdwenen, maar nu werd Malwa bevochten door de Rashtrakuta's en Pratihara's. Uiteindelijk maakte de lokale Paramaradynastie zich onafhankelijk van de Rashtrakuta's, om het gebied een aantal eeuwen lang als zelfstandig koninkrijk te besturen. De bekendste koning was Bhoja van Dhar (1010-1055), die door de Middeleeuwse Rajputliteratuur bezongen werd als de ideale heerser. Onder Bhoja en zijn opvolgers bloeiden de handel, wetenschap en kunst. Een belangrijk geleerde uit de tijd was de wiskundige en astronoom Bhaskaracharya (1114-1185), die in Ujjain de traditie van Varahamihira en Brahmagupta voortzette.
Er kwam een einde aan de onafhankelijkheid van Malwa toen Alauddin Khalji, de sultan van Delhi, in 1305 de Paramara's versloeg. Een eeuw later, na de plundering van Delhi door Timoer Lenk in 1398 verklaarde de lokale gouverneur, Dilawar Khan, zichzelf sultan van Malwa. Het sultanaat Malwa stond op gespannen voet met het sultanaat Gujarat en de Rajputvorsten van Mewar. In het begin van de 16e eeuw zorgden aanvallen van Gujarat dat het Malwa sterk verzwakte. In 1562 veroverde de Mogolkeizer Akbar Malwa, om het als provincie (subah) aan zijn rijk toe te voegen. Er volgden meer dan twee eeuwen van relatieve rust onder bewind van de Mogols.
Aan het einde van de 17e eeuw nam de macht van het Mogolrijk af toen keizer Aurangzeb de militaire spanwijdte van het rijk overschreed. De Maratha's, die vanuit Maharashtra een guerrilla-oorlog tegen de keizer voerden, vielen in 1698 voor het eerst Malwa binnen. De Maratha's zetten een alternatieve administratie op en in 1724 maakte generaal Malharrao Holkar (1694 - 1766) het gebied tot zijn machtsbasis. De Mogols droegen Malwa officieel over aan de Maratha's in 1738. Holkars opvolgers, de Holkardynastie, zouden Malwa vanuit Indore en Mahashwar besturen. Na de Derde Anglo-Maratha-oorlog in 1818 werd Malwa een vorstenstaat binnen Brits-Indië.
Na de onafhankelijkheid van India in 1947 werd Malwa met andere vorstenstaten opgenomen in de nieuwe deelstaat Madhya Bharat, die in 1956 in Madhya Pradesh opging.